# Folke Bernadotte

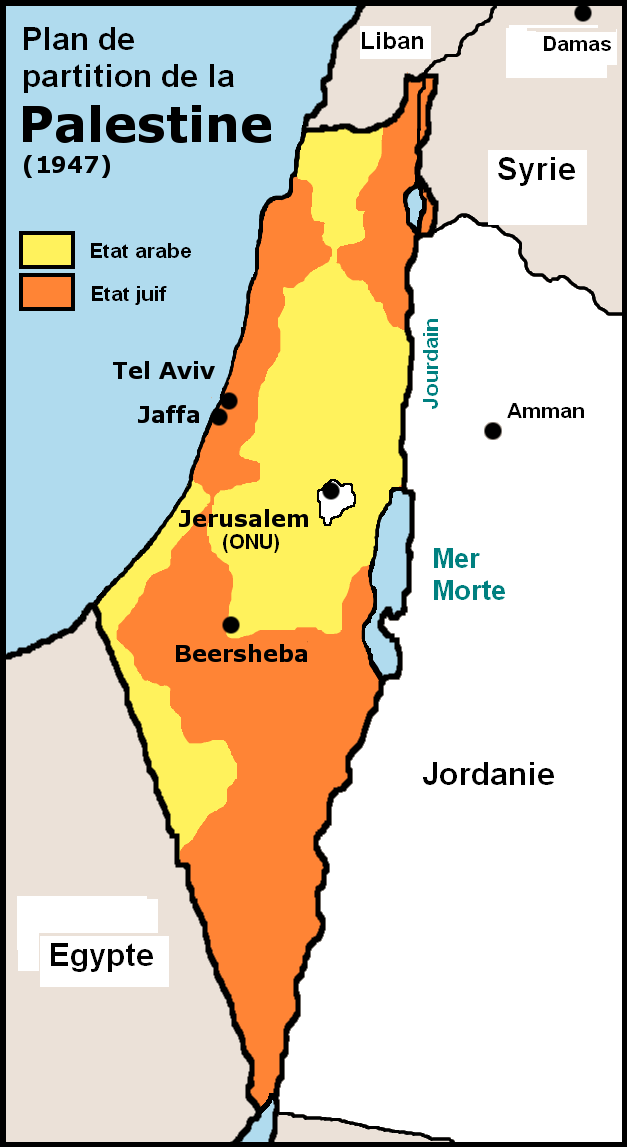
Plano de partilha da Palestina de 1947

Folke Bernadotte, conde de Wisborg (Estocolmo, 2 de janeiro de 1895 - Jerusalém, 17 de setembro de 1948), mais conhecido como Conde Bernadotte, foi um nobre e diplomata sueco, conhecido pela negociação da libertação de cerca de 31 000 prisioneiros de campos de concentração alemães durante a Segunda Guerra Mundial, incluindo 423 judeus dinamarqueses de Theresienstadt, que foram libertados em 14 de abril de 1945.

## Vida
O conde era membro da Casa de Bernadotte, a família real sueca. Era filho do príncipe Óscar Bernadotte, duque de Götland e conde de Wisborg (que depois perderia o título de duque de Götland por não ter se casado com alguém pertencente à realeza ou alta nobreza - como dita a tradição nobiliárquica sueca -, mas permaneceria com o título nobiliárquico de conde de Wisborg, por este título ser do Luxemburgo) e da princesa Ebba (nascida Ebba Henrietta Munck af Fulkila, sendo filha do nobre e militar, coronel Carl Jacob Munck af Fulkila, e da baronesa Henrica Cederström). Era neto da rainha Sofia (nascida princesa de Nassau) e do rei Óscar II da Suécia e Noruega, rei dos dois países até 7 de junho de 1905; e depois somente Rei da Suécia até à data da sua morte, em decorrência da separação dos dois países na data supracitada.
O conde casou com a americana Estelle Manville, então titulada Estelle Bernadotte, condessa de Wisborg, tendo sido o primeiro membro da realeza europeia a casar-se em território americano.
Após a aprovação do Plano de Partição da Palestina, em 29 de novembro de 1947, agravaram-se os confrontos entre judeus e árabes na Palestina, então sob mandato britânico.
Em 20 de junho de 1948, o conde foi escolhido por unanimidade pelo Conselho de Segurança da ONU para ser o mediador entre as partes em conflito árabe-israelense de 1947-1948, fazer cessar as hostilidades e supervisionar a aplicação da partição territorial da Palestina Mandatária. Foi o primeiro mediador oficial da história da organização. Todavia, pouco depois do início da missão, em setembro do mesmo ano, Bernadotte foi assassinado em Jerusalém, pelo grupo sionista Lehi. A decisão de matá-lo foi tomada por Natan Yellin-Mor, Yisrael Eldad e Yitzhak Shamir, que mais tarde tornar-se-ia primeiro-ministro de Israel. Após a sua morte, Ralph Bunche retomou o seu trabalho na ONU, mediando com sucesso os Acordos de Armistício de 1949 entre Israel e o Egito.
No dia seguinte aos assassinatos, o Conselho de Segurança das Nações Unidas condenou o assassinato de Bernadotte.
Imediatamente após Bernadotte ser declarado morto, seu corpo foi transferido para o Jerusalem International YMCA, após o que foi levado para Haifa e levado de volta para a Suécia. Bernadotte recebeu um funeral de estado, Abba Eban compareceu em nome de Israel. Bernadotte deixou uma viúva e dois filhos, um de 12 e outro de 17 anos. Ele foi enterrado no túmulo da família do Príncipe Oscar Bernadotte, no Cemitério do Norte, em Estocolmo.
NOTA: o parecer consultivo da Corte Internacional de Justiça no caso Reparação de danos a serviço das Nações Unidas acerca da morte de Folke de Bernadotte é considerado divisor de águas no direito internacional. Essa consideração justifica-se porque o parecer reconheceu a personalidade jurídica das organizações internacionais. 

## Publicações
- Bernadotte, Folke (1945). The Curtain Falls. Traduzido por Count Eric Lewenhaupt. Nova York: A. A. Knopf. LCCN 45008956 (Título sueco: Slutet.)
- Bernadotte, Folke (1948). Instead of arms: autobiographical notes. Stockholm; Nova York: Bonniers. ISBN 978-1-125-28453-7
- Bernadotte, Folke (1947). Människor jag mött [People I Met] (em sueco). Stockholm: A. Bonnier
- Bernadotte, Folke (1976) [1951]. To Jerusalem. Traduzido por Joan Bulman. Westport, Connecticut: Hyperion Press